# Xyela exilicornis
Xyela exilicornis (лат.) — вид перепончатокрылых насекомых рода Xyela из семейства пилильщиков Xyelidae. 

## Распространение
Китай. 

## Описание
Мелкие пилильщики, длина около 4 мм; длина передних крыльев самок 4,0—4,3 мм (у самцов 3,4 мм). Голова жёлтая с чёрными отметинами. Кормовые растения для ложногусениц: сосны Pinus (Сосна Массона, Pinus massoniana).